# 토욕혼어
토욕혼어(吐谷渾語)는 500년경 북중국의 토욕혼에서 사용되었던 사멸된 언어이다. 토욕혼과 그들의 언어는 448년에 편찬된 송서에서 처음 등장한다.

## 계통
알렉산더 보빈(2015)은 토욕혼어를 선비오환어파 언어로 간주하며, 이는 토욕혼어가 몽골어족과 유관한 자매 분파에 속하지만 몽골조어의 직계 후손이 아니라는 의미이다. 거란어 또한 선비오환어파 언어이다. 토욕혼어는 과거 폴 펠리오(1921)에 의해 몽골어족 언어로 분류되었다.

## 음운
|        | 양순음  | 치경음    | 경구개음 | 구개음         | 성문음 |
| ------ | ------- | --------- | -------- | -------------- | ------ |
| 파열음 | *p · *b | *tʰ · *d  |          | *kʰ · *qʰ · *ɡ |        |
| 파찰음 |         |           | *č · *ǰ  |                |        |
| 마찰음 |         | *s · (*z) | *[ź]     | *[ʁ]           | *h     |
| 비음   | *m      | *n        | *ñ       | *ŋ             |        |
| 유음   |         | *l        |          |                |        |
| R음    |         | *r        |          |                |        |
| 활음   | *w      |           | *y       |                |        |

| +ATR | +ATR | -ATR | -ATR |
| ---- | ---- | ---- | ---- |
| i    | u    | ɪ    | ʊ    |
| e~ə  | o    | a    | ɔ    |

## 어휘
Shimunek(2017)은 다음의 토욕혼어 어휘를 재구했다.
- ‘2인칭 단수 대명사(爾)’: *čʰɪ [處] (북부 전기 중고음 **tśʰɨ); 보빈(2015)은 몽골어족 či에 대응되는 2인칭 단수 대명사 *čʰo를 재구한다. 모음 /o/와 /i/의 대응은 몽골어족과 거란어에서 문증된다. 예) 서부 중세 몽골어 taqiya 와 거란어 t[i].qo.a.
- ‘내(川)’: *qɔl [ཁོལ་] (고대 티베트어 *kʰol) ~ [ཀོལ་] (고대 티베트어 *kol)
- ‘무(武)’: *bu [戊] (후기 중고음 *mbu)
- ‘형(兄)’: *aqañ [阿干] (북부 전기 중고음 **ɦakar̃)
- ‘아비’ 또는 ‘크다’: *maʁa/amaʁa [莫賀] (북부 전기 중고음 *magɣa)
- ‘크다’: *maʁa [མ་ག] (고대 티베트어 *maga < 인도어군)
- ‘왕, 황제’: *qʰaʁan [ཁ་གན་] (고대 티베트어 *kʰagan) / **kʰaʁɣar̃ [可寒] ~ [可汗] (북부 전기 중고음 **kʰaʁɣar̃)
- ‘처(妻) of the khaghan (可汗)’: *qʰaʁʦʊn [恪尊] (북부 전기 중고음 **kʰagʦor̃)

보빈(2015)은 전기 중고음을 통해 음사된 토욕혼어 어휘 몇 개를 재구했다.

## 형태
다음은 토욕혼어의 접미사이다.
- *-čin/*-čiñ [ཅྀན་] (고대 티베트어 *ʧin) ‘…를 가진 (소유격)’
- *-yin/*-yiñ [寅] (북부 전기 중고음 **yir̃) ‘한정 소유격 어미’